# Hristo Kolev
Hristo Kolev (Plovdiv, 21 settembre 1964) è un allenatore di calcio ed ex calciatore bulgaro, di ruolo centrocampista.

## Palmarès

### Club

#### Competizioni nazionali
- Campionato greco: 1

Panathinaikos: 1989-1990
- Coppa di Grecia: 1

Panathinaikos: 1988-1989
- Supercoppa di Grecia: 1

Panathinaikos: 1988

#### Competizioni internazionali
- Coppa dei Balcani per club: 1

Edessaikos: 1992-1993